# Rajaholma
Rajaholma är en ö i Finland. Den ligger i sjön Frankböleträsket och i kommunerna Salo och Raseborg och landskapen  Egentliga Finland och Nyland, i den södra delen av landet, 100 km väster om huvudstaden Helsingfors. Öns area är 1,1 hektar och dess största längd är 160 meter i nord-sydlig riktning.